# Ха (кана)
は в хирагане и ハ в катакане — символы японской каны, используемые для записи ровно одной моры. В системе Поливанова записывается кириллицей: «ха», в международном фонетическом алфавите звучание записывается: /ha/. は также выступает в роли частицы именительного тематического падежа, в этом случае записывается кириллицей «ва». В современном японском языке находится на двадцать шестом месте в слоговой азбуке.

## Происхождение
は появился в результате упрощённого написания кандзи 波, а ハ произошёл от кандзи 八.

## Написание
|  |  |

## Коды символов вкодировках
- Юникод:
  - は: U+306F,
  - ハ: U+30CF.